# 아를르캉
아를르캉(あるるかん) 또는 Antistar는 일본의 작곡가이자 보컬이다.
보컬로 활동시에는 Antistar라는 예명을 주로 사용한다.

## 주요 작업

### 참여/개인앨범
- 《그로우랜서 오리지널 사운드트랙》 (일본 1999년)
- 《01》 (2005년)
- 《mignon》 (2006년)
- 《mutiple》 (2007년)
- 《through the lens of...》 (2008년)

### 게임
2006년
- EXTRAVAGANZA
- Love☆Drops ~미라클 동거 이야기~
- Under The Moon

2007년
- 러브☆돌 ~Love☆Drops~
- Under The Moon -달빛 그림책-
- 심술쟁이MyMaster